# Électromécanicien de sécurité
À bord des bâtiments de surface de la Marine nationale française, la sécurité incendie est assurée par des marins du bord, les électromécaniciens de sécurité (dit EMSEC d'où le nom de leur spécialité), appelés dorénavant marins pompiers branche SECIM (SECurite Incendie Maritime), ils composent la brigade sécurité. De formation technique (intitulé diplôme: technicien en prévention et lutte contre les sinistres), leur rôle, avant tout fondé sur la prévention, est d'assurer la maintenance du matériel et des installations de lutte contre les sinistres et les avaries de combat(voies d'eau, incendies, risques NRBC, victimes). Également chargés de la prévention, ils effectuent du quart au Poste Central Sécurité (PC Sécurité) et gèrent les bons de travaux à risques, etc. Enfin, en cas de sinistre, ils forment l'ossature et l'encadrement des équipes d'intervention constitués par l'ensemble de l'equipage.

## Formation
Il y a deux choix : le premier est de directement faire un BAC pro électromécanicien marine mieux expliqué sous ce lien : http://www.studya.com/diplomes/mer/bac_pro_electromecanicien_marine.htm
Soit il est possible de passer par un BTS Conception et réalisation de systèmes automatiques qui permet d'ouvrir plus de portes au lieu d'un seul choix.